# Adela Zamudio
Paz Juana Plácida Adela Rafaela Zamudio Rivero, hay được biết đến nhiều hơn với tên gọi là Adela Zamudio (1854–1928) là một nhà thơ, nhà nữ quyền và nhà giáo dục người Bolivia. Bà được coi là nhà thơ Bolivia nổi tiếng nhất, và được ghi nhận với tư cách là người thành lập phong trào nữ quyền của đất nước. Trong bài viết của mình, bà cũng sử dụng bút danh Soledad.

## Đời tư
Adela Zamudio sinh ra ở Cochabamba, Bolivia vào năm 1854 trong một gia đình thượng lưu. Bà theo học tại một trường tiểu học công lập và cũng được dạy kèm bởi cha bà là Don Adolfo Zamudio và mẹ bà là Doña Modesta Rivero de Zamudio.

## Sự nghiệp
Thơ ca và tiểu thuyết của bà chủ yếu xoay quanh những cuộc đấu tranh xã hội của Bolivia, thường là với một cảm xúc lãng mạn gợi ra theo hướng cách mạng. Bài viết của bà cho thấy sự hiểu biết rộng và phi tôn giáo. Bà xuất bản bài thơ đầu tiên của mình là Two Roses khi bà 15 tuổi nhưng đã không xuất bản cuốn sách đầu tiên của mình cho đến 20 năm sau đó. Năm 1926, bà đã được trao giải thưởng Vương miện trí tuệ Bolivia. Biệt danh của bà Soledad (English: Cô độc), được bà sử dụng để phản ánh bản thân thường cô đơn và hay bị hiểu lầm, người tìm cách thoát khỏi xã hội Bolivia bảo thủ. Tác phẩm của bà, Quo Vadis, đã gây ra một sự khuấy động giữa tầng lớp phụ nữ và giáo sĩ thượng lưu, và sự thù địch đối với tác phẩm của bà bị gia tăng. Cuộc đấu tranh của bà với tôn giáo khiến bà chọn không tiếp tục dạy tôn giáo tại trường bà làm hiệu trưởng và Liên đoàn Phụ nữ Công giáo lên án công khai bà.

## Tác phẩm
- Essayos poéticos (Poetic Texts) (1887)
- Violeta o la princesa azul (Violeta or the Blue Princess) (1890)
- El castillo negro (The Black Castle) (1906)
- Intimas (Close Friends) (1913)
- Ráfagas (Squalls) (1914)
- Peregrinando (Travelling) (1943)
- Cuentos breves (Short Novels) (1943)